# Hekataios
Hekataios z Milétu (řecky: Ἑκαταῖος) (560 či 550 – 480 př. n. l.) byl nejvýznamnějším starověkým řeckým logografem – historikem a geografem.

## Život
Pocházel ze starého aristokratického rodu. Hodně prý cestoval. Za iónského povstání proti perské nadvládě, které začalo roku 500 př. n. l. v Milétu působil jako poradce řeckého velení. Peršané byli zpočátku za pomoci Athén odraženi, ale v roce 494 př. n. l. se vrátili a Milétos zničili.

## Dílo

Mapa světa podle Hekataia

V díle Genealogie shromáždil racionální interpretace řeckých mýtů a rodokmeny bájných aristokratů.
Díky spisu Cesta kolem světa - Periégésis bývá Hekataios označován za zakladatele popisné geografie. Shrnul dostupné soudobé periply i periegesis a sestavil první popis celého Řekům tehdy známého světa. Projevil v něm jistý odborný zájem o podnebí, rostlinstvo a živočišstvo, o zvyky obyvatel i o pamětihodnosti. Z díla čerpal i historik Hérodotos.
Obě knihy se zachovaly jen ve zlomcích.
Výklad Periegesis doprovodil – prý podle Anaximandrova vzoru – mapou světa. Strabón, s odvoláním na Eratosthena, tvrdí, že první mapu ekumeny (obydlené části Země) sestavil Anaximandros z Milétu (asi 610 až 546 př. n. l.) a Hekataios se ji prý snažil vylepšit.
V souladu s tehdejšími představami zobrazil souš jako kulatý ostrov omývaný oceánem: Hlavní osa světa protíná Středozemní moře, k severu od něho se rozkládá Evropa, k jihu Libye (tj. Afrika) a v centru leží Řecko.
Členění světa Řekové zřejmě převzali od východních národů (jejich nejstarší mapy vznikly podle babylónských vzorů).